# Petrimex
Petrimex byl v době komunistického režimu v Československu podnikem zahraničního obchodu (PZO) se sídlem v Bratislavě. Vznikl 1. ledna 1980 z podniku zahraničního obchodu Chemapol Bratislava, a.s. na základě usnesení valného hromady akcionářů a.s. Chemapol Bratislava a se souhlasem federálního ministerstva zahraničního obchodu podle paragrafu 4. odst. 3. zákona č. 243/1979 Sb., o akciových společnostech.
Petrimex nakupoval v zahraničí pro celý stát agrochemické, chemické a některé ropné komodity, které Československo nemohlo získat ze svých vlastních zdrojů, ale nutně je potřebovalo pro své hospodářství.  
V polovině 90. let 20. století, tedy po skončení monopolu organizací typu PZO v zahraničním obchodu, se Petrimex transformoval na akciovou společnost, jejímiž hlavními akcionáři byly slovenské podniky Duslo Šala, Slovnaft, Matador Púchov, Chemosvit Svit a české Secheza Lovosice (Severočeské chemické  závody), Spolana Neratovice či Chemické závody Litvínov. 
V době komunistické vlády měl Petrimex mnoho zahraničních dceřiných společností, tzv. afilací (např. v Západním Německu, ve Švýcarsku, v Nizozemsku a Austrálii), dále obchodně-technické kanceláře v Pekingu, Moskvě, Kyjevě či Varšavě a zastoupení na dalších významných trzích s obchodovanými komoditami (v severní Africe, Skandinávii, na Blízkém i Dálném Východě, v jihovýchodní Asii). Zaměstnanci Petrimexu měli v době komunistického režimu nadprůměrně vysoké mzdy a mohli cestovat po světě. Ke krytí svých osobních výdajů např. na stravování měli nárok na tzv. diety v konvertibilních měnách.
V Petrimexu působil jako obchodní zástupce v letech 1978–1995 Andrej Babiš.